# Ряхов, Иван Акимович
Иван Акимович Ряхов (1946 год, село Русская Бокла, Бугурусланский район, Оренбургская область — 22 мая 2006 года) — помощник бригадира по технике колхоза имени Жданова Бугурусланского района Оренбургской области. Полный кавалер Ордена Трудовой Славы.

## Биография
Родился в 1946 году в крестьянской семье в селе Русская Бокла Оренбургской области. Окончил восемь классов средней школы, потом трудился в местном колхозе. После окончания в 1967 году Бугурусланского сельскохозяйственного техникума работал помощником бригадира по технике колхоза имени Жданова Бугурусланского района.
За выдающиеся трудовые достижения Указами Президиума Верховного Совета СССР награждён Орденом Трудовой Славы 3-й степени (Указ от 14.02.1975) и 2-й степени (от 23.12.1976).
Досрочно выполнил личные социалистические обязательства и плановые производственные задания Одиннадцатой пятилетки (1981—1985). Указом Президиума Верховного Совета СССР от 29 августа 1986 года «за успехи, достигнутые в выполнении Одиннадцатой пятилетки и социалистических обязательств по производству и переработки сельскохозяйственной продукции» награждён Орденом Трудовой Славы 1-й степени.
Избирался делегатом XXVII съезда КПСС.
Скончался в мае 2006 года.
Награды
- Орден Трудовой Славы 3 степени (14.02.1975)
- Орден Трудовой Славы 2 степени (23.12.1976)
- Орден Трудовой Славы 1 степени (29.08.1986)